# Beethoven i la tonalitat do menor
En les composicions del compositor alemany Ludwig van Beethoven, es considera que la tonalitat de do menor ocupa un lloc especial. Les obres de Beethoven en aquesta tonalitat són percebudes com a poderoses i emocionalment tempestuoses. Entre les obres que estan en la tonalitat do menor, probablement l'exemple més destacat és la Cinquena simfonia.
Hi ha diverses cites en relació al tema: la tonalitat és usada per Beethoven com «una tonalitat tempestuosa, heroica»; la utilitza per a «obres d'inusual intensitat»; i «la reserva per a la seva música més dramàtica».
El musicòleg George Grove, anant més lluny, va escriure el 1898:
| « | La tonalitat de do menor ocupa una posició peculiar en les obres de Beethoven. Les obres en què la usa són, amb molt poques excepcions, notables per la seva bellesa i importància. | » |

Es podria dir que l'opinió de Grove reflecteix l'opinió de molts personatges del romanticisme, que van valorar sobretot la música de Beethoven per la seva força emocional.
Un mètode que va usar Beethoven observable en obres seves importants és el de col·locar un primer moviment en do menor i tot seguit, té continuïtat en un moviment en la bemoll major. Alguns exemples són la seva Cinquena Simfonia i la Sonata Patètica.

## Llista d'obres
Aquí hi ha una llista d'obres de Beethoven en do menor que es consideren il·lustratives. Estan extretes del llibre de Grove i estan ordenades cronològicament.
- Trio per a piano, Op. 1 núm. 3 (1793)
- Sonata per a piano, Op. 10 núm. 1 (1795-98)
- Sonata per a piano núm. 8, Op. 13, "Patètica" (1798)
- Trio de corda, Op. 9 núm. 1 (1798)
- Concert per a piano núm. 3, Op. 37 (1800)
- Quartet de corda núm. 4, Op. 18 (1800)
- Sonata per a violí i piano, Op. 30, núm. 2 (1802)
- Simfonia n° 3, segon moviment "Marxa fúnebre" (1803)
- Obertura Coriolà, Op. 62 (1807)
- Simfonia n° 5 (1808)
- Fantasia coral, Op. 80 (1808)
- Quartet de corda núm. 10, Op. 74 , el scherzo (1809)
- Sonata per a piano núm. 32, Op. 111 (la seva última sonata per a piano, 1822)

## Altres tonalitats menors
Les obres de Beethoven en do menor difícilment esgoten el conjunt de tonalitat menors emocionalment tempestuoses d'aquest compositor; algunes comparacions útils inclourien les sonates per a piano Op. 2 núm. 1 i l'Op. 57 (ambdues en fa menor) el primer moviment de la sonata Op. 90 núm. 27 en mi menor, així com els seus treballs més famosos en re menor com la sonata Op. 31 núm. 17 i el primer moviment de la Novena Simfonia.